# Cercle de Sagabari
Le cercle de Sagabari est une circonscription administrative malienne instauré en 2023, il constitue le 2e cercle de la région de Kita.

## Géographie
Le cercle compte six communes et s'étend au sud-ouest de la région de Kita, sur 7 751 km2 soit 21,7 % de la superficie régionale.

## Histoire
Lors de la réforme administrative de 2023, les communes de Gadougou 1, Kokofata, Bougaribaya, Tambaga, Koulou et Gadougou 2 sont soustraites du cercle de Kita pour former le 2e cercle de la région de Kita. Le premier Préfet du cercle est installé en septembre 2024.

## Administration
Instauré en 2023, le cercle codé en 1202 compte 4 arrondissements, 6 communes et 62 VFQ : villages, fractions et quartiers. 
| Code   | Arrondissement                     |
| ------ | ---------------------------------- |
| 120201 | Arrondissement central de Sagabari |
| 120202 | Arrondissement de Kokofata         |
| 120203 | Arrondissement de Balia            |
| 120204 | Arrondissement de Gallé            |

| Code     | Commune     | Chef-lieu   | VFQ | Superficie (km2) |
| -------- | ----------- | ----------- | --- | ---------------- |
| 12020101 | Gadougou 1  | Sagabari    | 19  | 1755             |
| 12020201 | Kokofata    | Kokofata    | 20  | 1612             |
| 12020202 | Bougaribaya | Bougaribaya | 7   | 425              |
| 12020203 | Tambaga     | Tambaga     | 10  | 383              |
| 12020301 | Koulou      | Balia       | 10  | 1926             |
| 12020401 | Gadougou 2  | Gallé       | 6   | 1650             |